# Chapias
Chapias est un hameau de la commune de Labeaume, dans le canton de Vallon-Pont-d'Arc du département de l'Ardèche, en France.

## Localisation
À 3 km de Labeaume, 4 km de Rosières, Chapias est située sur le plateau des Gras, parmi d'autres hameaux : Linsolas, Champrenard.

## Patrimoine

### La chapelle
En 1793, l'abbé Sèvenier curé de Valgorge et son neveu prêtre, refusant de prêter serment à la Constitution civile du Clergé, doivent fuir leur paroisse. Ils se réfugient dans une grotte à proximité de leur hameau d'origine.
Ils firent le vœu de fonder une chapelle sous le vocable de Notre-Dame de la Délivrance, ce qui fut réalisé en 1814.
En 1858, elle fut érigée en paroisse séparée de Labeaume. Tous les 8 septembre, fëte de la Nativité de Marie, la paroisse est le lieu d'un pèlerinage qui rassembla des milliers de personnes certaines années.
1994 fut l'année du centenaire et l'on décompta environ 12 000 pèlerins. La chapelle et la communauté catholique sont rattachées à la paroisse Saint Martin du Sampzon, elle-même rattachée au diocèse de Viviers.

### La tour
D'une hauteur de 12 mètres, elle est dédiée à « Notre Dame du Très Saint Rosaire ». Elle fut achevée le 12 octobre 1884.
Elle est située au point culminant de la commune, à une altitude d'environ 265 mètres.

### Le Monument aux morts de la Grande guerre
Il est dédié aux morts de la commune de Labeaume.

### Maison Unal
La maison Unal, de type maison bulle, est inscrite au titre des monuments historiques et bénéficie du label « Patrimoine du XXe siècle ».

## Galerie

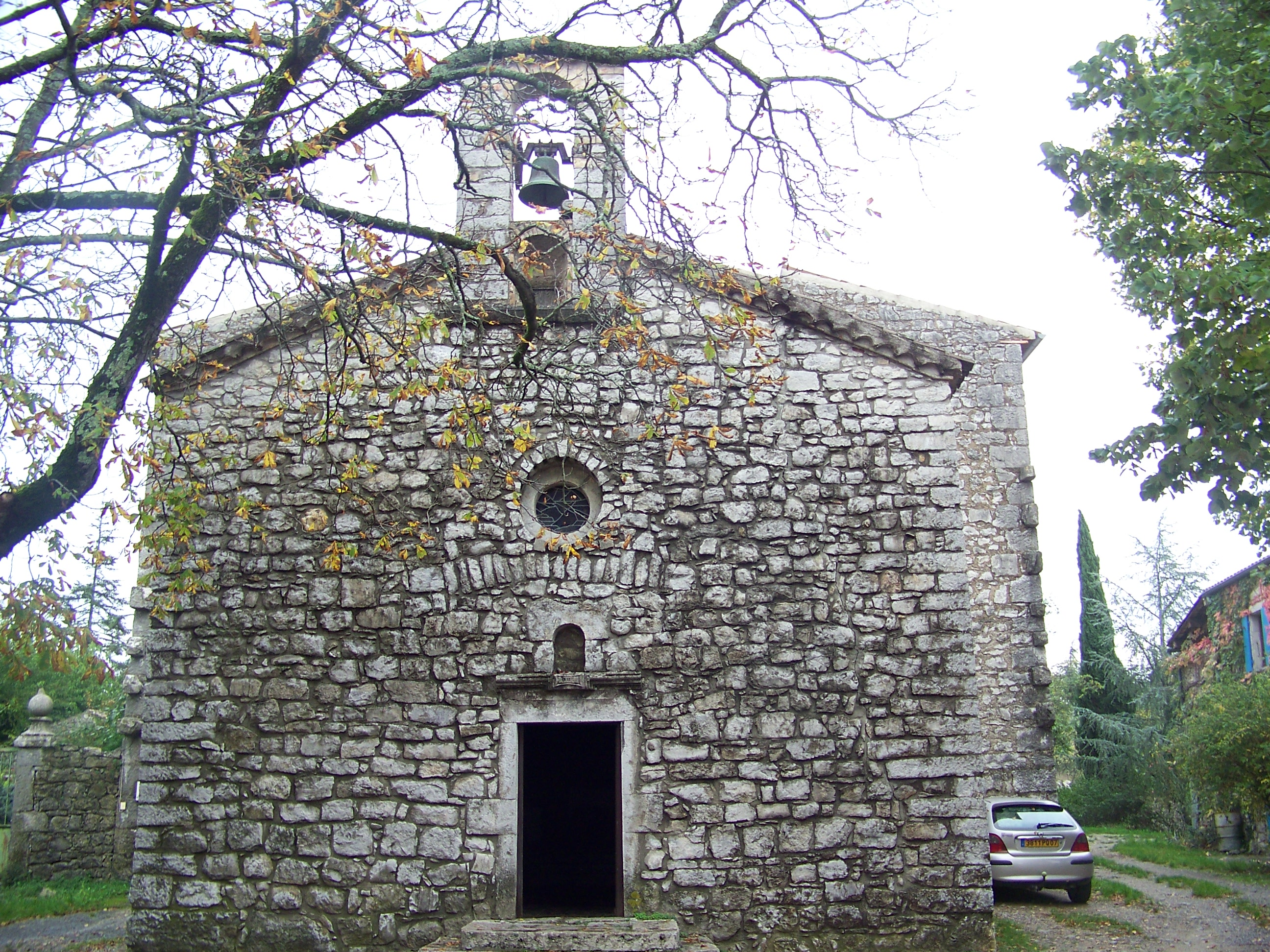
Église Notre-Dame-de-la-Délivrance en 2007.
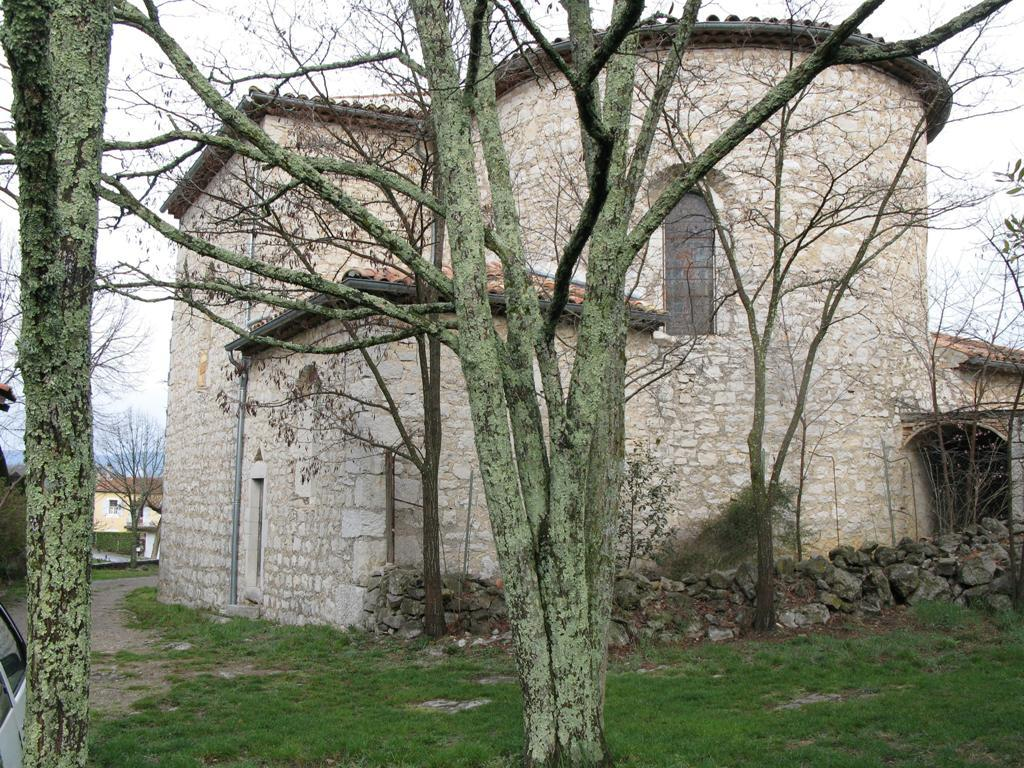
Église Notre-Dame-de-la-Délivrance en 2008.
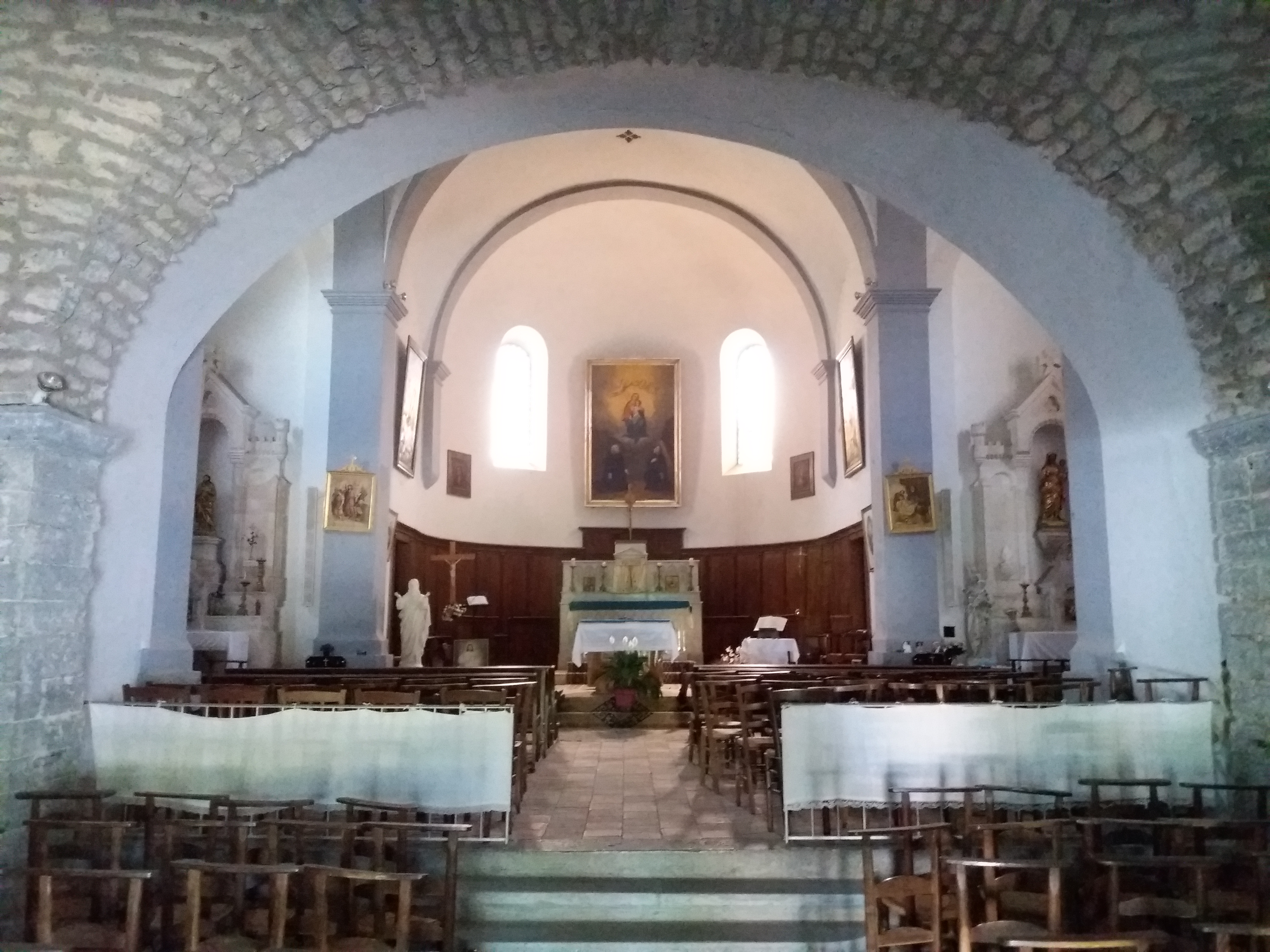
Vue intérieure de la chapelle en 2018.
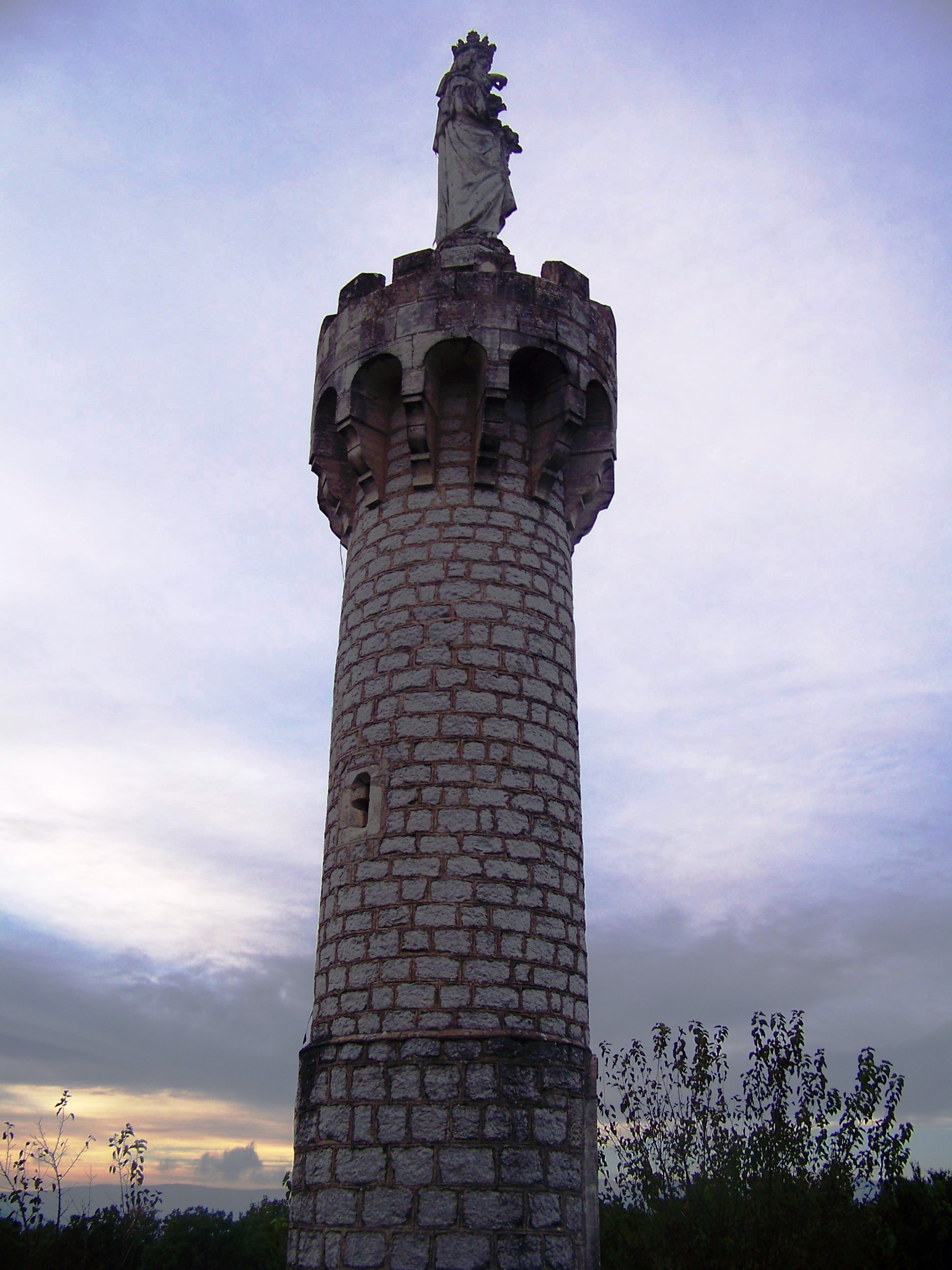
La tour.
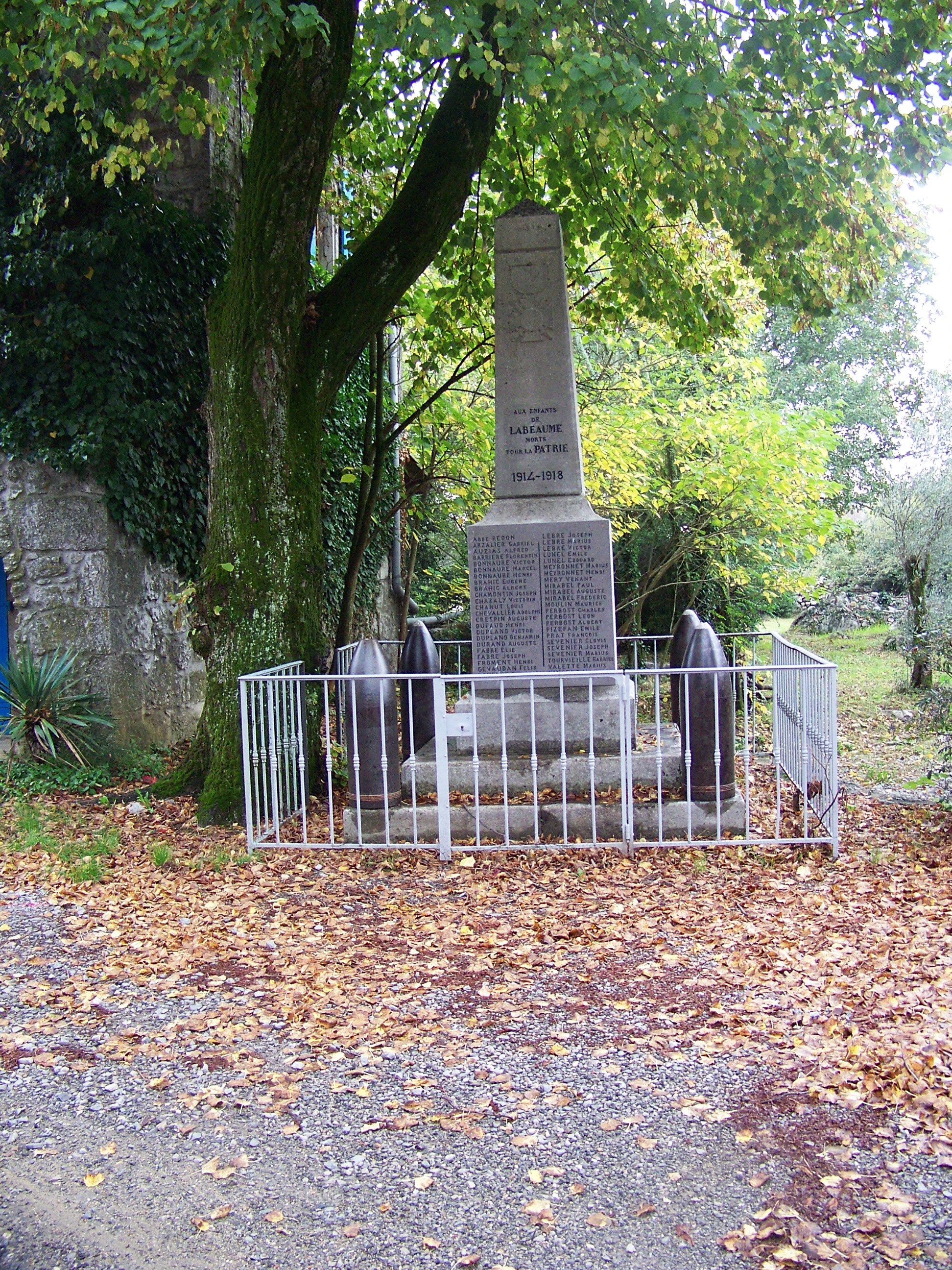
Monument aux morts.